# The Old Man (serie televisiva)
The Old Man è una serie televisiva statunitense del 2022 ideata da Jonathan E. Steinberg e Robert Levine, basata sull'omonimo romanzo del 2017 di Thomas Perry. Ha debuttato su FX il 16 giugno 2022.

## Trama
Dan Chase è un ex agente della CIA, vedovo e veterano del Vietnam. Chase si è ritirato in campagna, nel Vermont da circa trent'anni. Ha due rottweiler, apparentemente innocui ma addestrati perfettamente all'attacco. Ha una figlia, con la quale è in contatto unicamente per telefono. Dopo aver ucciso un intruso che irrompe in casa sua, e dal quale riesce a salvarsi grazie all'addestramento della CIA e alla collaborazione dei rottweiler, Chase è costretto a nascondersi e darsi alla macchia; affitta una stanza da Zoe McDonald, che diventa la sua compagna forzata mentre è in fuga.
Il vicedirettore dell'FBI per il controspionaggio Harold Harper, un vecchio commilitone di Chase, è chiamato ad arrestare Chase a causa del loro complicato passato e di un fattaccio verificatosi durante la guerra sovietico-afghana. Al fianco di Harper ci sono i suoi protetti: l'agente dell'FBI Angela Adams, l'ufficiale della CIA Raymond Waters e Julian Carson, un sicario assunto da Harper per uccidere Chase.

## Episodi
| Stagione         | Episodi | Prima TV USA | Prima TV Italia |
| ---------------- | ------- | ------------ | --------------- |
| Prima stagione   | 7       | 2022         | 2022            |
| Seconda stagione | 8       | 2024         | 2024            |

## Produzione
La serie è stata annunciata nel luglio del 2019. A settembre, Jon Watts è stato scelto come regista del pilota e sono stati annunciati come membri del cast principale John Lithgow e Amy Brenneman. Successivamente, sono entrati a far parte del cast Alia Shawkat, Kenneth Mitchell, Gbenga Akinnagbe, Leem Lubany e Bill Heck.
La produzione si è interrotta a metà marzo del 2020 a causa della pandemia di COVID-19, per poi riprendere l'autunno successivo. Le riprese si sono fermate per una seconda volta quando a Jeff Bridges è stato diagnosticato un linfoma. Il 27 giugno 2022, la serie è stata rinnovata per una seconda stagione trasmessa a partire dal 12 settembre 2024.
Il 17 dicembre 2024 la serie è stata cancellata.

## Distribuzione
La serie ha debuttato il 16 giugno 2022, su FX negli Stati Uniti e in Canada. 

## Accoglienza
La serie è stata acclamata dalla critica. Sull'aggregatore di recensioni Rotten Tomatoes registra un indice di gradimento del 97%, con un voto medio di 7.40 su 10 basato su 61 recensioni. 

## Riconoscimenti
- Premio Emmy
  - 2023 - Candidatura al miglior attore protagonista in una serie drammatica per Jeff Bridges
  - 2023 - Candidatura alla miglior fotografia in una serie di un'ora per Sean Porter (per l'episodio I)
- Golden Globe
  - 2023 - Candidatura al miglior attore in una serie drammatica per Jeff Bridges
  - 2023 - Candidatura al miglior attore non protagonista in una serie drammatica per John Lithgow
- Critics' Choice Awards
  - 2023 - Candidatura al miglior attore in una serie drammatica per Jeff Bridges
  - 2023 - Candidatura al miglior attore non protagonista in una serie drammatica per John Lithgow
- Screen Actors Guild Award
  - 2023 - Candidatura al miglior attore in una serie drammatica per Jeff Bridges
- Satellite Award
  - 2023 - Candidatura alla miglior miniserie o film televisivo
  - 2023 - Candidatura al miglior attore in una miniserie per Jeff Bridges
  - 2023 - Miglior attore non protagonista in una miniserie per John Lithgow